# Part.B Sunny Blues
Part B, SunnyBlues는 써니힐의 정규 1집 Part,B 앨범이다. Part.A 발표 후 5개월만에 발표하였으며 2015년 1월 21일 영화 "동감" "내 마음속의 풍금"을 패러디한 티져사진을 공개하였고, 22일 뮤직비디오 티져 샷을, 23일에는 타이틀 곡 라이브 스폐셜클립 영상 1차 티져,26일 뮤직비디오 영상 2차 티져, 27일 타이틀 곡 아카펠라버전의 라이브 3차 티져영상을 공개하며 29일 정식 앨범이 발매하였다.

## 특징
- Part.A Sunny Blues발표 후 5개월 만에 발표하였다
- 프로듀서로는 써니힐 앨범에 코프로듀서로 자주 이름을 올렸던 윤원규이다
- Part,B 타이틀 곡 교복을 벗고는 숨 가쁘게 살아가는 이 시대 직장인들의 애환을 그림과 동시에 희망적인 메시지를 담고 있는 곡이다
- 뮤직비디오에는 써니힐의 멤버 주비만 출연하였지만, 2월 5일 발표된 버전에서 써니힐 전원이 노래를 부르는 비디오가 추가로 공개되었다.
- 뮤직비디오 런닝타임이 6분이 넘는다
- 뮤직비디오에서 버스안 라디오 소리는 써니힐 멤버들의 목소리이다
- 29일 정식 앨범 발표 하루 전 써니힐멤버들은 모교 교복 입은 사진을 공개하였다[7]

## 트랙리스트

### 1st Album Part.B (Sunny Blues)
| #  | 제목                                    | 작사                | 작곡                        | 편곡 | 재생 시간 |
| -- | --------------------------------------- | ------------------- | --------------------------- | ---- | --------- |
| 1. | 〈겨울의 끝 (Intro)〉                   |                     | KZ                          | 0:47 |           |
| 2. | 〈Better Woman〉                        | 주비                | KZ,아르마딜로               | 3:26 |           |
| 3. | 〈교복을 벗고〉                         | D'DAY               | KZ, 태봉이                  | 4:14 |           |
| 4. | 〈King & Queen〉                        | Denis Seo           | janne hyoty, saana          | 3:40 |           |
| 5. | 〈현재 연애 중〉                        | 심현보              | 이한철                      | 4:20 |           |
| 6. | 〈그대 찬양〉                           | 미성                | 우주정복                    | 3:07 |           |
| 7. | 〈Tears on My Lips〉                    | Mastermove, Roxwell | Mastermove, Roxwell, 유휘헌 | 3:45 |           |
| 8. | 〈지우다(Here I Am) (Sensibility) Ver〉 | 미성                | KZ, 전다운, 미친감성        | 3:20 |           |
| 9. | 〈교복을 벗고 (Inst)〉                  |                     | KZ, 태봉이                  | 4:14 |           |

## Yutube 영상
- "써니힐 _ 교복을 벗고 Special Clip Teaser" MV
- "써니힐 _ 교복을 벗고 MV Tease" MV
- "써니힐 _ 교복을 벗고 _ 라이브 티저" MV
- "써니힐 _ 교복을 벗고" MV